# Ductofrontaspis huangyangensis
Ductofrontaspis huangyangensis är en insektsart som beskrevs av Young och Hu 1981. Ductofrontaspis huangyangensis ingår i släktet Ductofrontaspis och familjen pansarsköldlöss. Inga underarter finns listade i Catalogue of Life.